# Weekend at Mort's
Weekend at Mort's es el undécimo episodio de la primera temporada de la serie animada de TV Bob's Burgers. Se emitió originalmente por Fox en Estados Unidos el 8 de mayo de 2011.
Fue escrito por Scott Jacobsen y dirigido por Anthony Chun. Recibió críticas positivas por la interacción de personajes, bromas y argumento. De acuerdo a las mediciones de audiencia, fue visto por 4,26 millones de hogares en su emisión original. Cuenta con actuaciones invitadas de Jay Johnston, Andy Kindler, Amy Sedaris y Sam Seder.

## Argumento
Los chicos descubren moho en una pared del restaurante que no para de crecer y Bob llama al inspector de sanidad, Hugo, para inspeccionarlo. Este hace cerrar el negocio hasta que el hongo desaparezca (aun cuando asegura que la lavandina no lo saca). Bob planea ir a un hotel con la familia pero Mort sugiere que se queden en su casa crematoria durante el fin de semana y los Belcher aceptan.
Cuando llegan a la funeraria descubren que no es lo que pensaban sino que es como cualquier otra casa (inclusive mejor). Mort decide cuidar a los chicos para que Bob y Linda puedan simular que están en su luna de miel. Pero Bob planea armar un modelo del ómnibus de la película Speed para sorpresa de Linda que quiere tener unos días románticos. Mort se divierte con los chicos y les deja explorar la morgue. Louise descubre que Mort recibió un mensaje de alguien en un sitio de citas en internet para directores funerarios y le responde citándola a la noche en lo de Jimmy Pesto. La mujer acepta y Linda fuerza a Bob para ir como una cita doble aunque tengan que dejar a Tina a cargo de cuidar a sus hermanos (habiendo fallado en otras oportunidades) ya que estarán enfrente al alcance si se presenta algún problema.
Bob, Linda y Mort llegan a la noche "Pastafari" de Jimmy Pesto (en referencia a pasta servida con ambientación rastafari). Por otro lado, los chicos se aburren y Tina trata de socializar, pero fracasa. Louise le miente diciéndole que su seno quiere que exploren la morgue sin supervisión. 
Llega la cita de Mort, Samantha (Amy Sedaris), y comienza a conversar mientras Bob quiere divertirse un poco más tomando alcohol. Los chicos exploran el sótano animados por Louise a ir más allá todavía; toma el teléfono móvil de emergencia para jugarles una broma a sus hermanos. Bob comienza a tomar más alcohol al estar celoso por lo bien que le está yendo a Mort con su cita. Enfrente los hijos entran a la morgue, Louise esconde el teléfono en un ataúd vacío y traba la puerta; luego llama para que comience a vibrar y así asustarlos para luego llamar y hacerse pasar por un zombi.
Bob y Linda comienzan a bailar mientras llega Hugo para ver a Jimmy Pesto (quienes se llevan bien). Bob se cansa, regresa a lo de Mort, escucha a los chicos y baja con el muñeco de Keanu Reeves para ver qué sucede. Luego encuentra un ataúd vacío y se acuesta a dormir cerrándolo. Mientras que la broma de Louise comienza a irse de las manos, escuchan a Bob roncar, pensando que es el zombi. Tina toma valor y encinta el ataúd para que no escape y ser cremado. Antes de que arda por completo Bob logra escapar, pero sin los pantalones 'de vago' que disgustan a Linda. Al haber enfrentado a la muerte, decide regresar con Linda para seguir bailando y descubre moho en lo de Pesto, a lo que Hugo simplemente le recomienda lavar con lavandina.

## Recepción
En su emisión original en Estados Unidos, "Weekend at Mort's" fue visto por un estimado de 4,26 millones de hogares y recibió una medición de 2.0/6% del share en adultos entre 18-49 años, un incremento desde el episodio anterior.
El episodio recibió críticas positivas. Rowan Kaiser de A. V. Club lo calificó con una B+, el más alto de la noche. Le gustaron los gags aunque le parecieron un tanto raros. Añadió que "la base del show está avanzando - extraña, graciosa y como trampolín para otros de pura genialidad".